# Одиноким предоставляется общежитие
«Одиноким предоставляется общежитие» — советский художественный фильм, поставленный в 1983 году режиссёром Самсоном Самсоновым по сценарию Аркадия Инина.

## Сюжет
Вера Голубева — работница текстильного комбината, которая живёт в женском общежитии. В свободное время она устраивает судьбу своих подруг. Хотя занятие это бескорыстное и неформальное, Вера подходит к нему профессионально: работает с прессой, рассылает брачные объявления по всему Советскому Союзу и тщательно подбирает женихов. Многие девушки благодаря ей нашли свою половину. Сама же Вера одинока: ей крайне не повезло в личной жизни, и она, гуляя на чужих свадьбах, уже забыла мечтать о собственном семейном счастье.
Однажды в чисто женском коллективе общежития появляется новый комендант Виктор Петрович — колоритный бывший моряк. Его когда-то бросила жена, и с тех пор он относится к женщинам крайне подозрительно. Из-за этого у него сразу же возникает конфликт с Верой — Виктор считает её свахой, действующей в обход закона. Вера, в свою очередь, не может понять Виктора, ослеплённого ненавистью к женщинам. Живущие в общежитии девушки массово поддерживают Веру, которую негласно считают своей мамой. Они мечтают об уходе вредного коменданта.
Но Виктор со временем понимает, что Вера на самом деле — добрый и чуткий человек, делающий своим подопечным только добро. За свое «сводничество» она не получает ни копейки, и ею движет только любовь к людям. Жительницы же общежития, в свою очередь, осознают, что вредный комендант всеми силами стоит за них: Виктор лично чинит их постройку, выбивает у начальства дополнительное финансирование и добивается возведения нового благоустроенного корпуса. Девушки, поняв, что комендант — такой же добрый и справедливый, как Вера, начинают поддерживать и любить его. «Он даже вовсе не старый!» — говорит одна из девушек.
А Виктор тем временем осознаёт, что Вера — та самая женщина, которую он искал всю свою жизнь. Выдержав сильную борьбу с самим собой, он делает ей предложение, но получает отказ: Вера боится мужчин точно так же, как Виктор боялся женщин. Она не хочет начинать новые отношения, которые, по её мнению, причинят ей только лишь боль.
Месяцем позже в потолке старого корпуса общежития открывается сильная течь. Виктор, являясь настоящим мужчиной, который не может оставить женщин в беде, вылезает на крышу, где под проливным дождем заделывает дыру. Сильно простудившись, он оказывается на койке в своей комнате, из гордости не прося помощи. Однако девушки не обращают внимания на его гордость: они обожают своего коменданта, пожертвовавшего здоровьем ради них. Виктору приносят горячий чай и свежеиспечённый пирог. Позже в комнату приходит Вера, и девушки раскрывают её секрет: это она заварила чай, и пирог — тоже её. Виктор понимает, что Вера его любит. Воспользовавшись случаем, он прилюдно просит Вериной руки, и женщина отвечает ему согласием.
Фильм заканчивается свадьбой Виктора и Веры. Вера заявляет, что бросит «сводничество» и начнёт жить нормальной семейной жизнью. Однако в последний момент она вспоминает о пришедшем письме, в котором очередной жених описал девушку своей мечты: ею оказывается одна из подопечных Веры. Виктор поддерживает Веру, и она вновь начинает решать проблемы своих подруг.

## В ролях
- Наталья Гундарева — Вера Николаевна Голубева (в конце — жена Виктора)
- Александр Михайлов — Виктор Петрович Фролов, комендант (в конце — муж Веры)
- Тамара Сёмина — Лариса Евгеньевна, воспитатель
- Елена Драпеко — Нина Александровна
- Фрунзик Мкртчян (в титрах: Мкртчан) – Вартан, муж Нины
- Виктор Павлов — Илья Беленький («Боцман»), завхоз, друг Виктора
- Татьяна Божок — Маша
- Татьяна Агафонова — Лиза Лаптева
- Елена Майорова — Ира Санько
- Вера Трофимова — Милочка
- Елена Скороходова — Галина
- Людмила Коныгина — Люся
- Елена Антонова — Валя
- Мария Скворцова — тётя Зина, вахтёр
- Людмила Шевель — Женя
- Владимир Симонов — Митя, жених Люськи
- Анна Фроловцева — Алла Петровна, член комиссии (нет в титрах)
- Галина Семёнова — первая невеста
- Александр Кириллов — Шилов Юрий Петрович

## Фестивали и награды
- 1984 — 17 Всесоюзный кинофестиваль (Киев): в программе художественных фильмов приз за лучшую кинокомедию — фильму «Одиноким предоставляется общежитие».[1]
- 1984 — По опросу журнала «Советский экран» Наталья Гундарева была выбрана лучшей актрисой.
- 1985 — Приз на МКФ в Шанрусе.

## Дополнительные данные
- В 1984 году фильм находился на 12-м месте по кинопрокату, его посмотрели 23,2 млн зрителей.
- В фильм не вошла песня «Поздняя встреча», исполненная для этого фильма Александром Михайловым и Натальей Гундаревой («Черты лица твои ловлю, от тайной радости робею…»)
- Часть фильма снята на строительстве нового корпуса Института химической физики им. Н. Н. Семёнова РАН и будущего Института биохимической физики им. Н. М. Эмануэля РАН, а также в здании школы № 35 г. Москвы и около неё.